# Voices of Fire
Voices of Fire è il sesto album in studio del gruppo musicale a cappella tedesco Van Canto, pubblicato nel 2016.

## Tracce
1. Prologue – 2:56
2. Clashings on Armour Plates – 4:06
3. Dragonwake – 5:12
4. Time and Time Again – 4:22
5. All My Life – 4:12
6. Battleday's Dawn – 3:28
7. Firevows – 3:53
8. The Oracle – 4:53
9. The Betrayal – 4:08
10. We Are One – 5:28
11. The Bardcall – 4:46
12. To Catharsis – 4:53
13. Epilogue – 0:50